# 綾羽高等学校
綾羽高等学校（あやはこうとうがっこう、Ayaha High School）は、滋賀県草津市西渋川一丁目にある私立高等学校。

## 沿革
- 1965年4月 - 綾羽紡績（現・綾羽）に勤務しながら学業を志す場として滋賀県草津市に開校する。昼間定時制普通科のみが設置されていた。
- 1967年4月 - 滋賀県高島郡新旭町（現・高島市）に高島分校を開校する。
- 1985年4月 - 学科・コース制を導入する（綾羽工業勤務外の生徒を受け入れる）。
- 1990年4月 - 修業年限が3年となる。
- 1991年3月 - 高島分校を廃校する。
- 1994年4月 - 通信制課程を設置する。週5日制が導入される。
- 1998年4月 - 食物調理科を設置する。
- 2001年4月 - 介護福祉科を設置する。
- 2008年4月 - 全日制課程、昼間定時制・普通科に製菓コースを設置する。

## 課程
- 全日制課程
- 定時制課程（昼間定時制）
- 通信制課程

## 部活動
サッカー部は2013年の第92回全国高等学校サッカー選手権大会・滋賀大会決勝にて、過去5年間の決勝戦で3度敗れていた滋賀県立野洲高等学校に勝利し悲願の初優勝を果たす。同大会では初戦で対戦した東京都A代表・修徳高等学校に敗れている。
硬式野球部は2025年の第107回全国高等学校野球選手権大会・滋賀大会決勝にて、前年に敗れていた滋賀学園高等学校に勝利し4度目の決勝進出で初優勝、春夏を通じて初めての甲子園出場を決めた。同大会では高知県代表・高知中央高等学校に延長タイブレークの末に6-4で勝利、初出場・初勝利を達成している。
- 硬式野球部
- サッカー部
- ソフトテニス部
- 女子バレーボール部
- 柔道部
- バドミントン部
- バスケットボール部
- 陸上部
- 剣道部
- 卓球部
- 男子バレーボール部
- 情報処理部
- ボランティア部
- 吹奏楽部

## 出身者
- 野々村鷹人 - サッカー選手
- 本田ルーカス剛史 - フィギュアスケート選手